# 無学祖元
無学祖元（むがく そげん）は、鎌倉時代の臨済宗の僧。諡は仏光国師・円満常照国師。号は子元。来日して無学派（仏光派）の祖となる。鎌倉の建長寺・円覚寺に兼住して日本の臨済宗に影響を与え、発展の基礎をつくった。その指導法は懇切で、老婆禅と呼ばれ、多くの鎌倉武士の参禅を得た。

## 生涯
宝慶2年（1226年）、中国南宋の慶元府鄞県の許家に生誕。嘉熙元年（1237年）、兄の仲挙懐徳の命で臨安府浄慈寺の北礀居簡のもとで出家。淳祐年間に径山寺の無準師範に参じ、その法を嗣ぐ。その後、石渓心月や虚堂智愚・物初大観・環渓惟一らに歴参する。景定3年（1262年）、臨安府東湖の白雲庵に移転。景定4年（1263年）、師兄（すひん）の退耕徳寧が杭州の霊隠寺に住したので、これを助化して首座となった。

### 臨刃偈
咸淳5年（1269年）、台州の真如寺に請ぜられて赴任したが、宋室の弱体は元軍の侵入を招いたので温州の雁蕩山能仁寺に避乱した。徳祐元年（1275年）、元（蒙古）軍が南宋に侵入したとき、能仁寺に避難していた無学祖元は元軍に包囲されるが、「臨刃偈」（りんじんげ。「臨剣の頌」とも）を詠み、元軍も黙って去ったと伝わる。

乾坤（けんこん）孤筇（こきょう）を卓（た）つるも地なし

喜び得たり、人空（ひとくう）にして、法もまた空なることを

珍重す、大元三尺の剣

電光、影裏に春風を斬らん

なお、のちに臨済宗の雪村友梅も、元で諜者の嫌疑をかけられるが、この臨刃偈を唱えたことで許されたとも伝わる。

### 来日
至元14年（1277年）、寧波の天童山に帰って環渓惟一のもとで首座となる。至元16年（弘安2年/1279年）に北条時宗は蘭渓道隆なきあと中国（南宋）から名禅僧を招聘しようと傑翁宗英と無及徳詮を派遣し、蘭渓道隆の後任を環渓に求めた。環渓は老体を理由に固辞して無学を推薦し、門弟の鏡堂覚円を随侍させた。6月25日ごろ博多に着岸した。中国で面識のあった北条氏出身の無象静照は、聖福寺に住しており港湾で出迎えた。鎌倉で南宋出身の蘭渓道隆遷化後の建長寺の住持となる。時宗を始め、鎌倉武士の信仰を集め、無学は時宗はじめとする鎌倉武士たちを積極的に教化した。

### 蒙古襲来
日本と元との戦いである元寇が起こり、弘安4年（1281年）、2度めの戦いである弘安の役に際して、その一月前に無学は元軍の再来を予知し、時宗に「莫煩悩」（煩い悩む莫かれ）と書を与えた。
また、「驀直去」（まくじきにされ）と伝え、「驀直」（ばくちょく）に前へ向かい、回顧するなかれと伝えた。この祖元の言葉はのちに「驀直進前」（ばくちょくしんぜん）という故事成語になった。無学祖元によれば、日本が元軍を撃退した事に対して時宗は神風によって救われたという意識はなく、むしろ禅の大悟（だいご）によって精神を支えたといわれる。
弘安5年（1282年）、時宗は巨費を投じて、元寇での戦没者追悼のために円覚寺を創建し開山に招いた。時宗は無及徳詮を通訳として無学に参禅した。その後、建長・円覚両寺を兼管する。弘安9年9月3日（1286年9月22日）、建長寺にて示寂。荼毘にふされ建長寺後山に葬られた。塔所の正続院は建長寺内に建てられたが、建武2年（1335年）に後醍醐天皇の綸旨により円覚寺内舎利殿を無学祖元の塔所とした。
滞在は数年の予定であったが、中国の政情不安もあって終生日本にとどまった。寂後、仏光禅師と諡（おくりな）され、のち光厳天皇から円満常照国師と追号された。彼の門派は仏光派といわれ、高峰顕日、規庵祖円など禅傑が輩出したが、とくに高峰の会下から出た夢窓疎石は大勢力を成し五山禅林の主流を占めた。

## 語録
『仏光国師語録』

## 辞世
辞世は、「来たるも亦前ならず　去るも亦後ならず、百億毛頭に獅子現じ、百億毛頭に獅子吼ゆ」であった。来たるも、また前すすまず、去るも、また後しりぞかず。
百億毛頭ひゃくおくもうとうに獅子現ししげんじ、百億毛頭に獅子吼ほゆ

## 弟子
高峰顕日・規庵祖円・無外如大・一翁院豪など30余名。高峰門下にのちに五山派の主流となる夢窓疎石が出る。

## 主な作品

### 墨跡
- 「与長楽寺一翁偈語」（国宝） 京都・相国寺（承天閣美術館保管） 紙本墨書 4幅 弘安2年（1279年）
- 「無学祖元墨跡 偈断簡」（重要文化財） 東京・根津美術館 紙本墨書 弘安3年（1280年）
- 「無学祖元墨跡 尺牘」（重要文化財）神奈川・円覚寺 紙本墨書 弘安6年（1283年）

### 着賛
- 「六祖慧能図」（重要文化財） 大阪・正木美術館 紙本墨画淡彩
- 「白楽天図」（重要文化財） 個人蔵 絹本著色

### 頂相
- 「無学祖元坐像」 （重要文化財） 神奈川・円覚寺 木像 彩色 玉眼

円覚寺舎利殿の背後に接して建つ開山堂に安置。弘安9年（1286年）の示寂直後に作られたとみられる。眼差しは鋭いながら口元は優しく、顔は生気に満ち、前かがみの姿勢は今にもこちらに語りかけそうな迫真性をもつ。多くの優れた鎌倉時代肖像彫刻の中でも、傑作中の傑作と評される。
- 「無学祖元像」 （重要文化財） 神奈川・円覚寺 絹本著色 弘安7年（1284年）
- 「無学祖元像」 京都・慈照寺 春屋妙葩賛 南北朝時代

## 参考資料
- 『建長寺創建750年記念 鎌倉 禅の起源』展図録、東京国立博物館、2003年
- 葉貫磨哉「無学祖元」『国史大辞典』（吉川弘文館）
- 佛学規範庫　https://authority.dila.edu.tw/person/?fromInner=A000077